# دنی کارواخال (بازیکن فوتبال اهل کاستاریکا)
دنی کارواخال (انگلیسی: Danny Gabriel Carvajal Rodríguez؛ زادهٔ ۸ ژانویهٔ ۱۹۸۹) یک بازیکن فوتبال اهل کاستاریکا است. وی همچنین در تیم ملی فوتبال کاستاریکا بازی کرده‌است.